# Anaesthetobrium
Anaesthetobrium is een kevergeslacht uit de familie van de boktorren (Cerambycidae). De wetenschappelijke naam van het geslacht werd voor het eerst geldig gepubliceerd in 1923 door Pic.

## Soorten
Anaesthetobrium omvat de volgende soorten:
- Anaesthetobrium fuscoflavum (Matsushita, 1933)
- Anaesthetobrium javanicum Breuning, 1957
- Anaesthetobrium lieuae Gressitt, 1942
- Anaesthetobrium luteipenne Pic, 1923
- Anaesthetobrium pallidipes Holzschuh, 2010